# 大川湖面橋
大川湖面橋（おおかわこめんきょう）は、福島県会津若松市大戸町大字大川 - 南会津郡下郷町大字小沼崎の阿賀川（大川・若郷湖）に架かる福島県道214号芦ノ牧温泉南停車場線の橋長425 m（メートル）の橋梁である。

## 概要
大川ダム建設により水没する一般県道桑原停車場線の付替道路として建設された橋梁である。このため、建設省北陸地方建設局阿賀川工事事務所により架橋された。地形から橋脚高が最大58 mに達するハイピアで、最大支間長117.5 mを有する大規模な箱桁橋である。

### 諸元
- 形式 - 鋼4径間連続箱桁橋[2][3]
- 橋格 - 一等橋（TL-20）[2][3]
- 橋長 - 425.000 m[4][3]
  - 支間割 - (94.250 m + 2×117.500 m + 94.250 m)[4][3]
- 幅員[2][3]
  - 総幅員 - 8.200 m
  - 有効幅員 - 7.000 m
  - 車道 - 7.000 m
  - 歩道 - なし
- 横断勾配 - 2.0 %[2][3]
- 床版 - 鋼床版[2][3]
- 橋台 - 重力式橋台[2]
- 橋脚 - SRC中空断面橋脚（外形4.5 m、内径3.0 m）[2]
- 基礎 - 直接基礎[2]
- 鋼重 - 1580.994 t[3]
- 施工 - 松尾橋梁[注釈 3]・日本橋梁特定建設工事共同企業体、三菱重工業[注釈 4]・川崎重工業特定建設工事共同企業体[3]
- 架設工法 - ステージング・斜吊り併用ケーブルクレーン・カンチレバー工法[5]

## 歴史

### 設計
本橋の架設地点は地形、会津線移設計画、大川ダム貯水池の計画高水位に配慮して選定された。上部工形式は加えて付替え前の県道、鉄道の通行確保をする観点、フレキシブル橋脚を採用可能な点から4径間連続形式とすることが決定し、鋼トラス・鋼箱桁・PC箱桁などの形式の中から構造性、経済性、維持管理性などの点から鋼箱桁を採用した。
下部工は、最も高いP2橋脚を対象に動力解析を行い、構造性、経済性、河川管理性から外形4.5 mの円形中空断面橋脚とし、モーメント軽減などの点からフレキシブル構造とした。施工性を重視し材質はSRCを採用し、中空部に通水孔を設けて浮力の低減を図ることとした。

### 施工
下部工は1978年度（昭和53年度）に着手し、翌1979年度（昭和54年度）に完成した。施工にあたっては県道橋、国鉄橋の通行を阻害せず河川形状の制約を考慮して架設計画を立案した。荷揚げ設備はロングエレベーター工法によった。橋脚の施工は支持まで掘削を行い鉄骨アンカーフレームを設置し、フーチング施工後埋め戻しをおこなった。次にケーブルクレーンにより1ロットずつ外形円筒外枠を組みたてを行い鉄骨組立しコンクリート打設を行った。1ロットのサイクルは打設間隔が最小限になるよう7日間で計画した。
上部工は1979年度（昭和54年度）・1980年度（昭和55年度）で桁制作を行い、架設は1980年（昭和55年）12月から1982年（昭和57年）9月にかけて行った。
架設工法は6案の中から現場組みが可能で、安全性・施工性・工期・経済性の観点からステージング・斜吊り併用ケーブルクレーン・カンチレバー工法によった。主桁の制作は2JVにより制作され陸路により搬入した。部材は現地で1ブロックに組み立て、ウェブ・鋼床版の溶接を行い全断面ブロックに形成した。桁架設は右岸のA1橋台側から左岸のA2橋台側にケーブルクレーンによる運搬で片方向の架設を行った。各径間の中間にステージングを設け、A1からST1までは斜吊りによるカンチレバー架設、ST1からA2までは順次剛結してカンチレバー架設を行った。
架設地点の地形から、ステージング、ケーブルクレーンなどの設備が極めて大きくケーブルクレーンのスパンは500 mに達し、吊荷重は50 tにもなった。このため、ロープの風による絡まり、無負荷時の下垂を防止するためロープハンガを設置した。A1橋台からST1までは斜面であるためステージングが建てられないことから同区間は右岸ケーブルクレーンから斜吊り索を設置して架設した。この際、防風対策を行った。
張出し架設は張出し長が90 m近くに及ぶため、桁のたわみ・応力・座屈の管理を入念に行い完成させた。